# Olympische Sommerspiele 2004/Teilnehmer (Elfenbeinküste)
| Gelbes Symbol für Goldmedaillen mit stilisierten Olympischen Ringen | Graues Symbol für Silbermedaillen mit stilisierten Olympischen Ringen | Braundes Symbol für Bronzemedaillen mit stilisierten Olympischen Ringen |
| ------------------------------------------------------------------- | --------------------------------------------------------------------- | ----------------------------------------------------------------------- |
| —                                                                   | —                                                                     | —                                                                       |

Die Elfenbeinküste nahm an den Olympischen Sommerspielen 2004 in der griechischen Hauptstadt Athen mit fünf Sportlern, drei Frauen und zwei Männern, teil.

## Teilnehmer nach Sportarten

### Leichtathletik
- Éric Pacôme N’Dri
100 Meter Männer: 32. Platz
- Amandine Allou Affoué
100 Meter Frauen: Vorläufe

### Schwimmen
- Gregory Arkhurst
50 Meter Freistil Männer: Vorläufe
- Dohi Eliane Droubry
50 Meter Freistil Frauen: Vorläufe

### Taekwondo
- Mariam Bah
Klasse bis 57 kg Frauen: Achtelfinale